# Björkviks församling

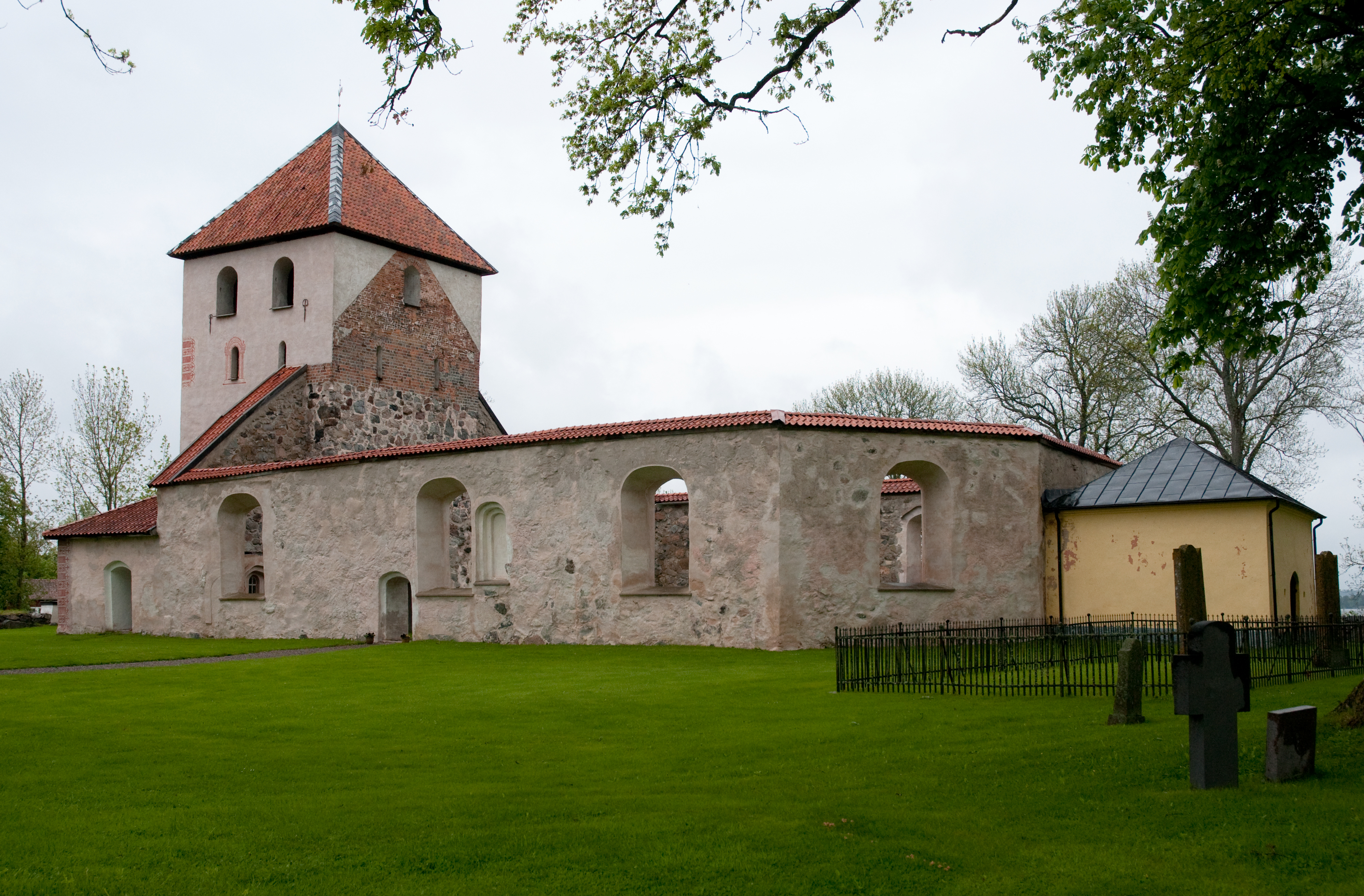
Björkviks kyrkoruin.

Björkviks församling är en församling i Oppunda och Villåttinge kontrakt i Strängnäs stift. Församlingen ligger i Katrineholms kommun i Södermanlands län och utgör ett eget pastorat.

## Administrativ historik
Församlingen har medeltida ursprung och har utgjort och utgör ett eget pastorat.
Församlingen är den enda i Katrineholms kommun som aldrig varit ansluten till Katrineholms kyrkliga samfällighet och även den enda av församlingarna som 2010 inte gick upp i den nybildade Katrineholmsbygdens församling.

## Kyrkor
- Björkviks kyrka
- Björkviks kyrkoruin